# AEGON Pro Series Edgbaston 2013
LAEGON Pro Series Edgbaston 2013 è stato un torneo di tennis facente parte della categoria ITF Men's Circuit nell'ambito dell'ITF Men's Circuit 2013 e dell'ITF Women's Circuit nell'ambito dell'ITF Women's Circuit 2013. Il torneo femminile si è giocato a Edgbaston nel Regno Unito dall'8 al 14 aprile 2013, quello maschile dal 28 ottobre 2013 al 3 novembre su campi in cemento indoor.

## Vincitori

### Singolare maschile
Laurynas Grigelis ha battuto in finale  Joris De Loore con il punteggio di 6–3, 1–6, 6–0

### Doppio maschile
Luke Bambridge /  George Morgan hanno battuto in finale  Scott Clayton /  Jonny O'Mara con il punteggio di 7–5, 4–6, [10–7]

### Singolare femminile
Ekaterina Byčkova ha battuto in finale  Angelica Moratelli con il punteggio di 6–4, 6–3

### Doppio femminile
Kristina Barrois /  Ana Vrljić hanno battuto in finale  Richèl Hogenkamp /  Stephanie Vogt con il punteggio di 6–4, 7–6(2)